# Sintra
Sintra ist eine Kleinstadt (Vila) in Portugal etwa 25 km westlich von Lissabon. Sie gehört zum gleichnamigen Município.
Bekannt ist der Ort vor allem durch seine zum Teil jahrhundertealten Paläste, die Touristen aus aller Welt anlocken. Seit 1995 ist die Kulturlandschaft Sintra Weltkulturerbe der UNESCO.

## Geschichte
Spuren der frühesten menschlichen Besiedlung führen hier bis in die Altsteinzeit, etwa die Funde von Penha Verde. Unter den jungsteinzeitlichen Funden ist die nahe dem Castelo dos Mouros ausgegrabene Siedlung São Pedro de Canaferrim zu nennen. Das Kuppelgrab von Monge stammt aus der Kupferzeit. In der Serra de Sintra finden sich weitere Spuren vorgeschichtlicher Besiedlung, bis zur Bronzezeit und bis zur Ankunft des Römischen Reiches. Aus römischer Zeit stammt u. a. der Staudamm Barragem romana de Belas, in Belas und die Römerstraße Calçada na Catribana. Aus den arabischen Aufzeichnungen nach der Landnahme durch die Mauren ab 711 wird eine bedeutendere Ortschaft namens Xintara oder Shantara erwähnt. So beschrieb der arabische Geograph Al-Bacr im 11. Jahrhundert den Ort als eine am Meer gelegene befestigte Siedlung, die Lissabon unterstand. Andere Quellen aus dem al-Andalus nannten den Ort als den nach Lissabon bedeutendsten in der Region.
Sintra erlebte seit dem 8. Jahrhundert eine Reihe christlicher Eroberungen und arabischer Rückeroberungen, bis Portugals erster König Dom Afonso Henriques nach der Belagerung von Lissabon den Landstrich 1147 endgültig einnahm. 1154 erhielt Sintra erste Stadtrechte durch Dom Afonso Henriques. Im Verlauf des 12. und 13. Jahrhunderts entstanden im Kreis Sintra eine Reihe Klöster, angelockt durch die ertragreichen Böden. Die Europa im 14. Jahrhundert heimsuchende Pestepidemie des Schwarzen Todes erreichte 1348 auch Sintra.
König Dom Manuel I. nahm ab dem Ende des 15. Jahrhunderts weitreichende Neugestaltungen in der Stadt Sintra vor. Ab dem 16. Jahrhundert nahm die Beliebtheit Sintras bei den Oberschichten zu, und adlige Familien errichteten im Kreis Sintra einige Herrenhäuser. Das Erdbeben von Lissabon 1755 rief auch in Sintra erhebliche Zerstörungen hervor, denen in der Folge umfangreiche Arbeiten des Wiederaufbaus folgten. Ende 18. Jahrhundert entstand mit der Textildruckerei und -färberei Fábrica de Estamparia de Rio de Mouro die erste industrielle Einrichtung im Kreis.
Sintra wurde insbesondere seit dem 19. Jahrhundert auch zunehmend Ziel für Großbürger, insbesondere internationale Künstler und Industriellenfamilien suchten die Gegend auf. Schriftsteller wie Lord Byron, Eça de Queiroz oder Hans Christian Andersen haben ihre Begeisterung für Landschaft, Klima und Architektur Sintras literarisch festgehalten. Byrons „Lo! Cintra’s glorious Eden“ von 1812 ist noch heute präsent und dient fast als inoffizielles touristisches Motto Sintras.
Vom 3. bis 6. Juni 1999 fand in Sintra die 47. Bilderberg-Konferenz statt.

## Kultur und Sehenswürdigkeiten

### Sehenswürdigkeiten
- Palácio Nacional de Sintra (auch Paço Real bzw. Palácio da Vila genannt)
- Castelo dos Mouros
- Palácio Nacional da Pena
- Parque de Pena
- Convento dos Capuchos
- Palácio de Monserrate
- Quinta da Regaleira
- Quinta da Ribafria[9]
- Igreja do São Martinho
- Kuppelgrab von Monge (Kupferzeit)
- die archäologische Ausgrabungsstätte Sítio arqueológico de Colaride (römisch)
- die römische Villa Villa romana da Granja dos Serrões in Montelavar
- im historischen Gebäude der königlichen Wache mit dem charakteristischen Uhrturm wurde 1995 die Pousada D. Maria I als Pousada eröffnet

Im Kreis Sintra befindet sich auch Cabo da Roca, das Kap ist der westlichste Punkt des europäischen Festlandes. Wanderwege sind im Kreis angelegt, darunter auch Rundgänge und Parkwanderungen, etwa durch den Parque da Pena.
Der Lissaboner Aquädukt Aqueduto das Águas Livres beginnt in Belas, im Kreis Sintra.

### Museen
- Das Museu de Arte Moderna ist in einem 1920 errichteten Casino untergebracht und zeigt eine umfangreiche Sammlung moderner Kunst
- Im Museu Anjos Teixeira sind die Sammlungen der beiden Bildhauerbrüder Anjos Teixeira zu sehen
- An den römischen Ruinen Ruínas de São Miguel de Odrinhas ist auch ein Museum eingerichtet
- Im Centro Cultural Olga Cadaval werden, neben Veranstaltungen in den Sälen, auch Ausstellungen gezeigt
- Luftfahrtmuseum Museu do Ar (siehe den Abschnitt zum Militärflugplatz)
- Das Wissenschaftsmuseum Centro Ciência Viva de Sintra (dt.: Zentrum lebendiger Wissenschaft von Sintra)
- Das NewsMuseum beschäftigt sich mit der Rolle der Medien und vermittelt Informationen zu ihren Auswirkungen und Akteuren[10]

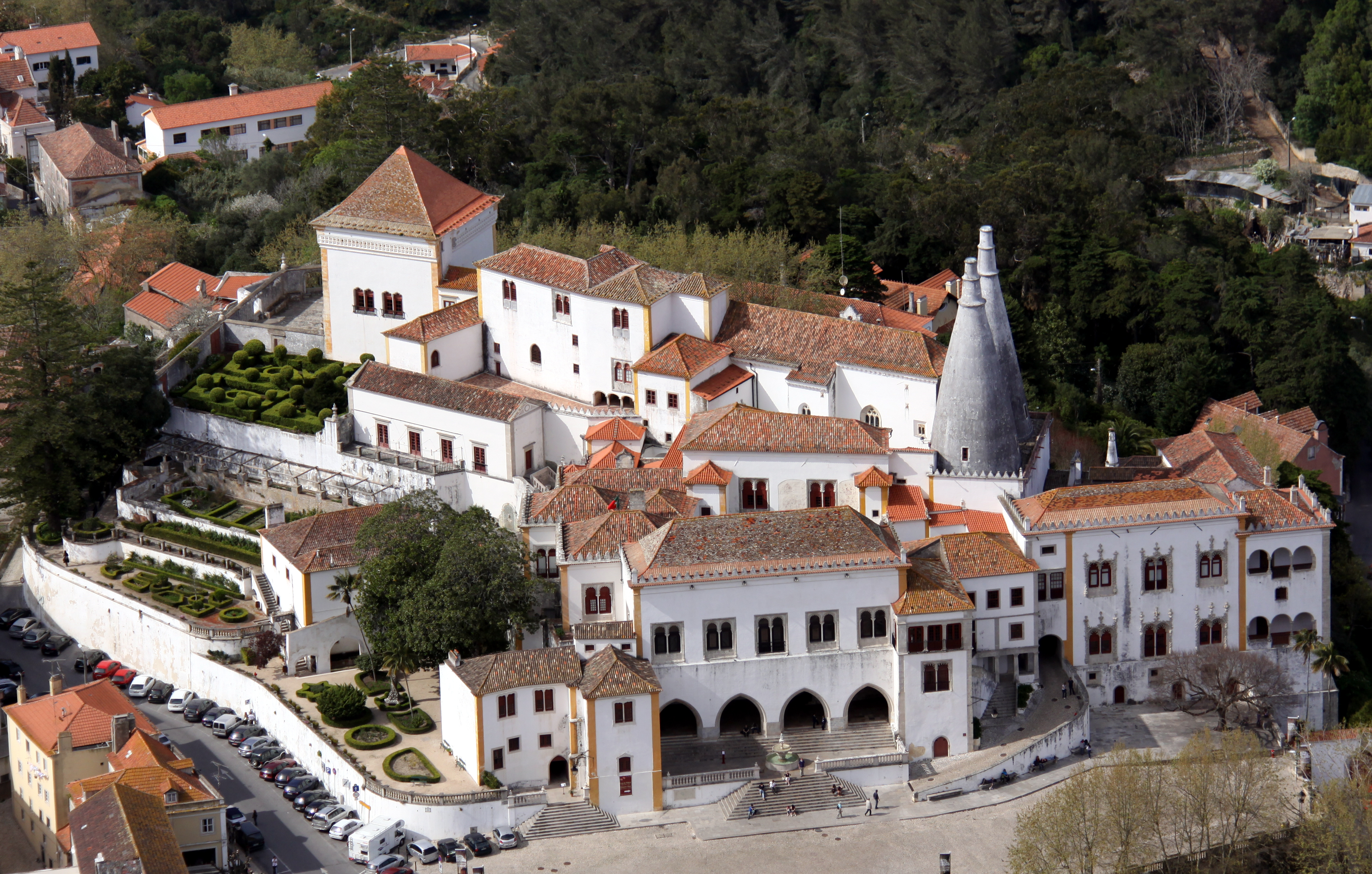
Der Palácio Nacional de Sintra bzw. Palácio da Vila
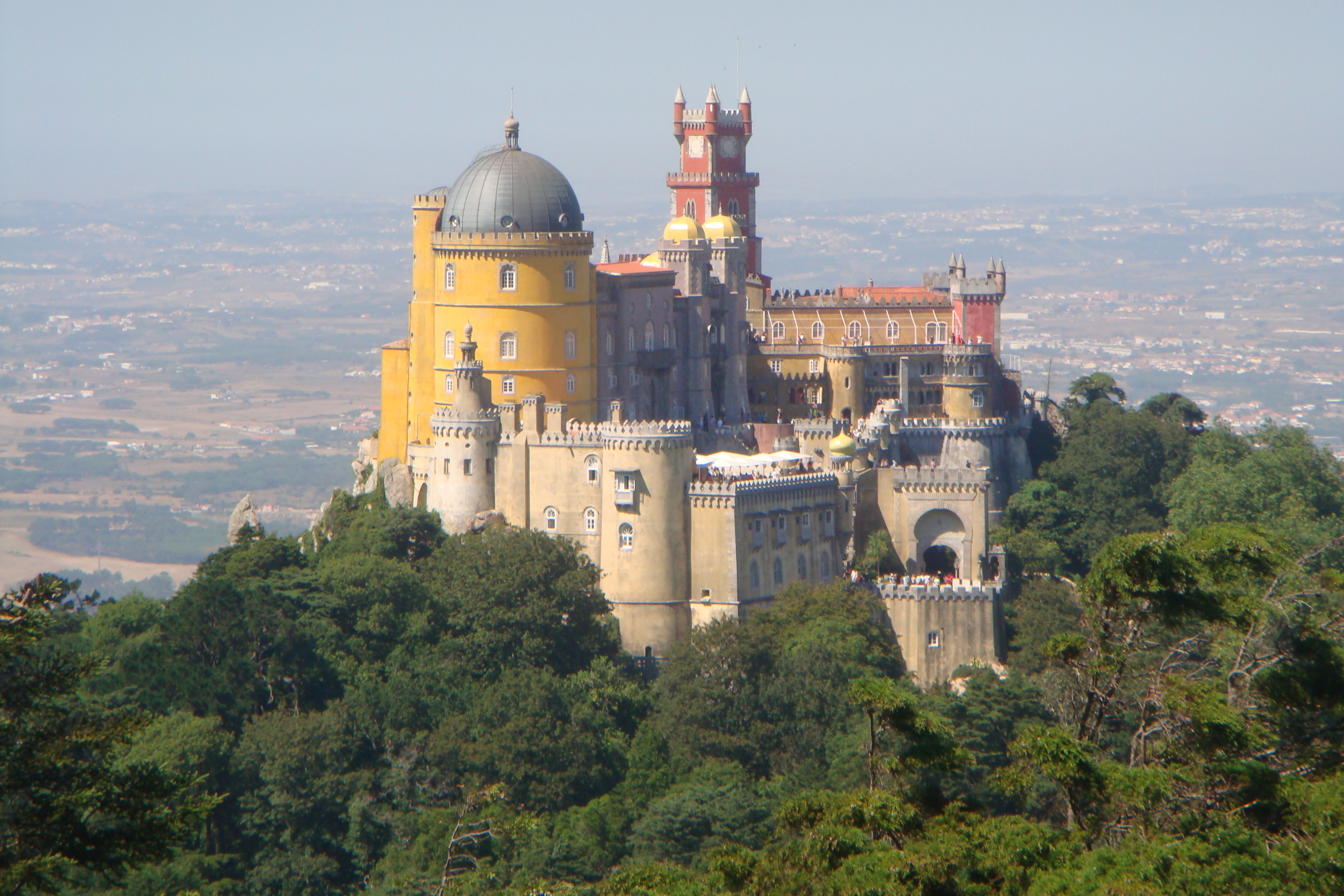
Palácio Nacional da Pena
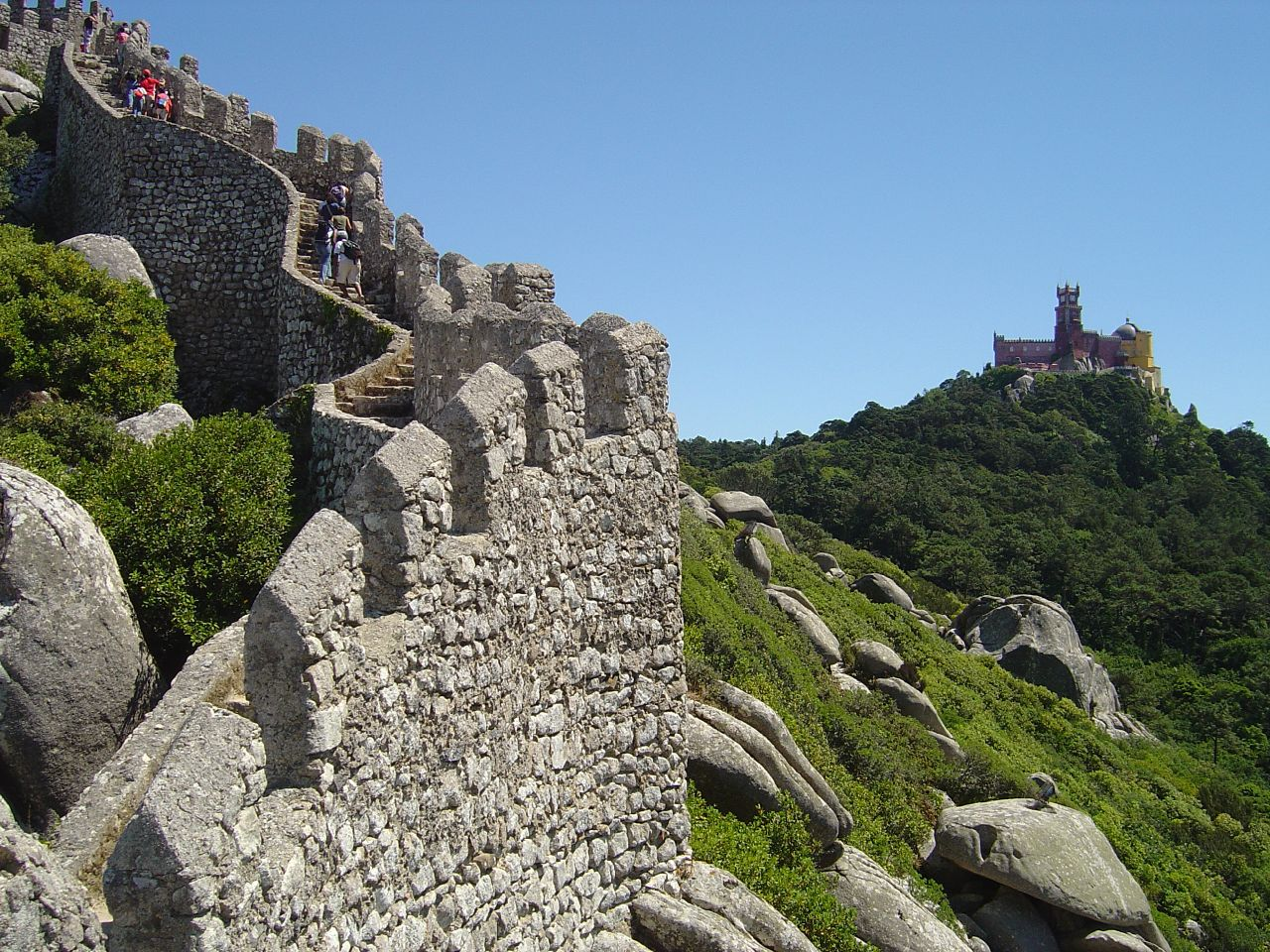
Blick vom Castelo dos Mouros auf Palácio Nacional da Pena
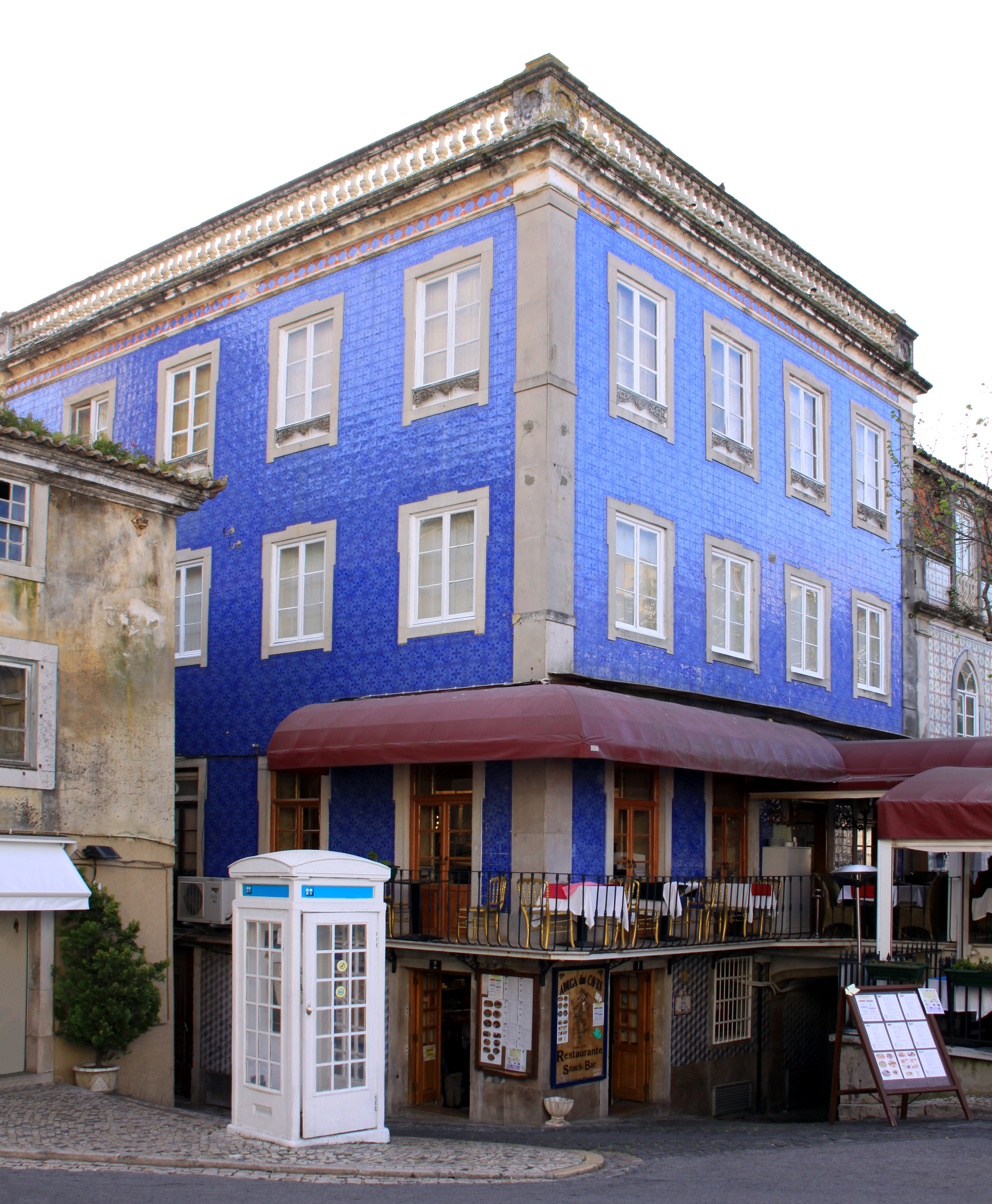
Restaurant Adega das Caves gegenüber dem Palácio Nacional de Sintra mit typisch blauer Azulejos-Verkleidung
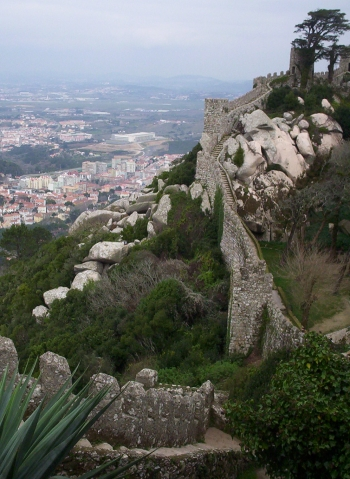
Blick vom Castelo dos Mouros auf Sintra
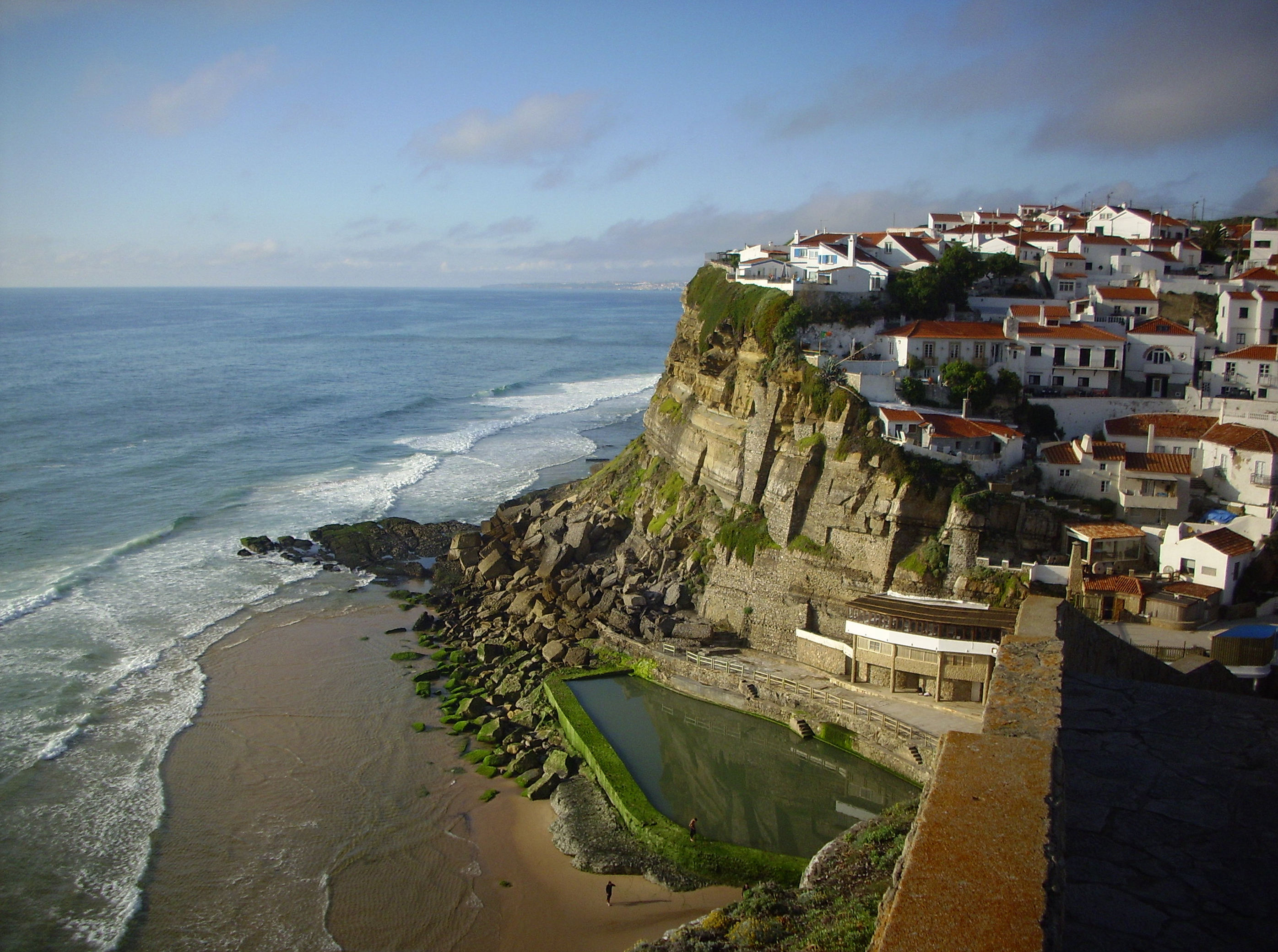
Das Dorf Azenhas do Mar, in der Gemeinde Colares
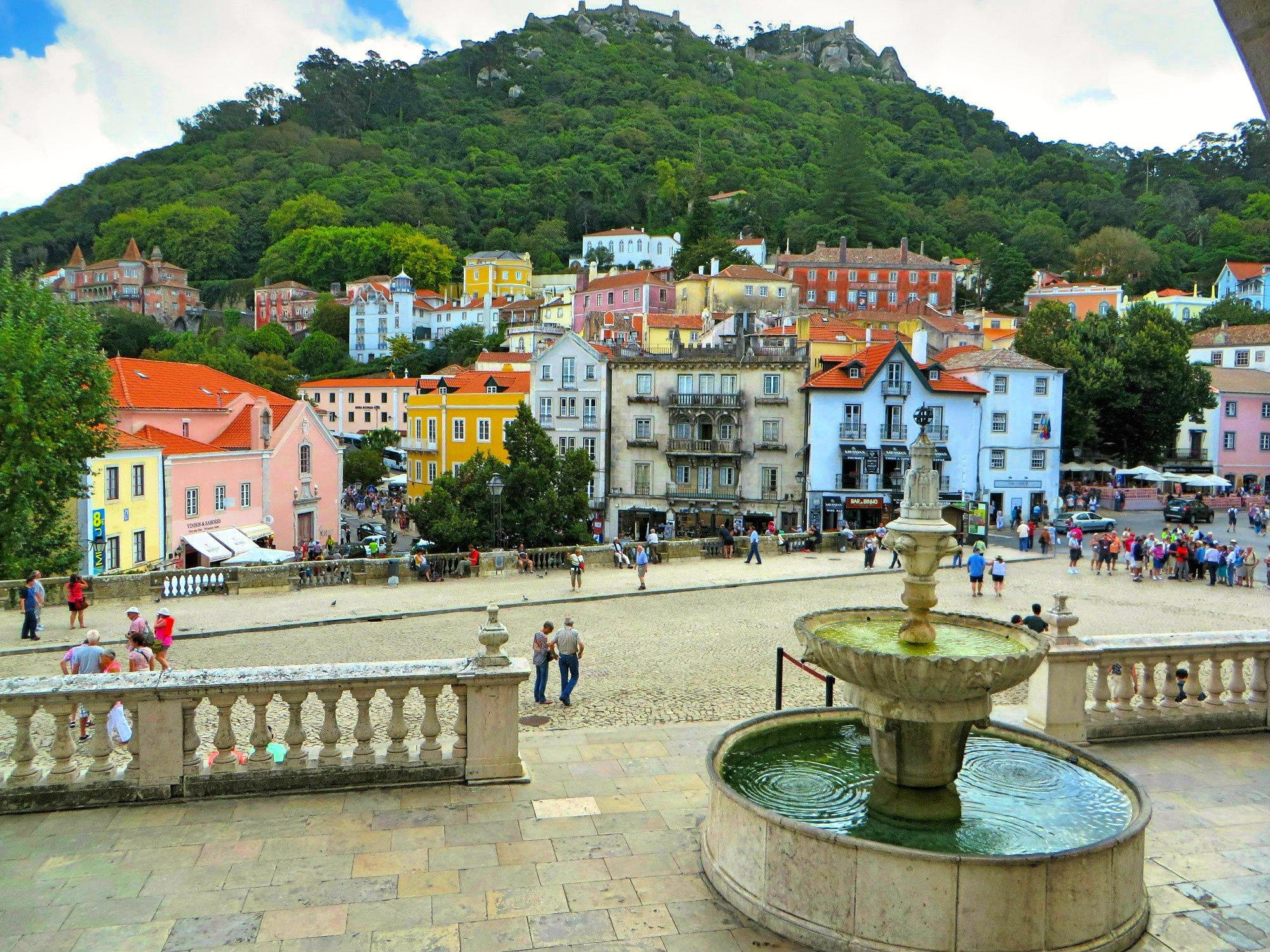
Blick auf die Stadt

## Sport
Die Damenmannschaft des am 1. Dezember 1880 gegründeten Fußballvereins Sociedade União 1º Dezembro ist Rekordmeister des Campeonato Nacional, der höchsten Spielklasse des Frauenfußballs in Portugal. Die Herrenmannschaft der SU 1º Dezembro spielte in der Saison 2013/14 in der dritten Liga, in der Série G des Campeonato Nacional de Seniores. Das Heimstadion des Vereins ist der Campo Conde de Sucena mit 1.500 Plätzen.
Der Fußballverein Sport União Sintrense wurde 1911 gegründet und spielte in der Saison 2013/14 mit dem Lokalrivalen SU 1º Dezembro in der dritten Liga, ebenfalls in der Série G des Campeonato Nacional de Seniores. Das vereinseigene Stadion Estádio do Sport União Sintrense fasst 2.800 Zuschauer. Weitere Fußballvereine im Kreis, die sämtlich in Ligen des Distriktverbandes spielen, sind Atlético Clube do Cacém, Clube Atlético Pêro Pinheiro, der Real Sport Clube aus Queluz, der Sporting Clube de Lourel, und der Mem Martins Sport Clube, der sich zudem durch eine Vielfalt praktizierter Sportarten auszeichnet.
Zu erwähnen ist auch der Rollhockey-Verein Hockey Clube de Sintra.
1999 fand im Kreisgebiet das internationale Golfturnier Estoril Open statt.

## Politik
| Organ                 | PSD | PS | PCP-PEV | BE |
| Câmara Municipal      | 6   | 4  | 1       | 0  |
| Assembleia Municipal  | 28  | 19 | 4       | 2  |
| davon: direkt gewählt | 15  | 12 | 4       | 2  |

## Verwaltung

### Der Kreis
Sintra ist Verwaltungssitz eines gleichnamigen Kreises (Concelho) im Distrikt Lissabon. Am 19. April 2021 hatte der Kreis 385.606 Einwohner auf einer Fläche von 319,2 km².
Die Nachbarkreise sind (im Uhrzeigersinn im Norden beginnend): Mafra, Loures, Amadora, Oeiras und Cascais. Im Westen grenzt der Kreis Sintra an den Atlantik.
Mit der Gebietsreform im September 2013 wurden mehrere Gemeinden zu neuen Gemeinden zusammengefasst, sodass sich die Zahl der Gemeinden von zuvor 20 auf elf verringerte.
Die folgenden Gemeinden (Freguesias) liegen im Kreis Sintra:

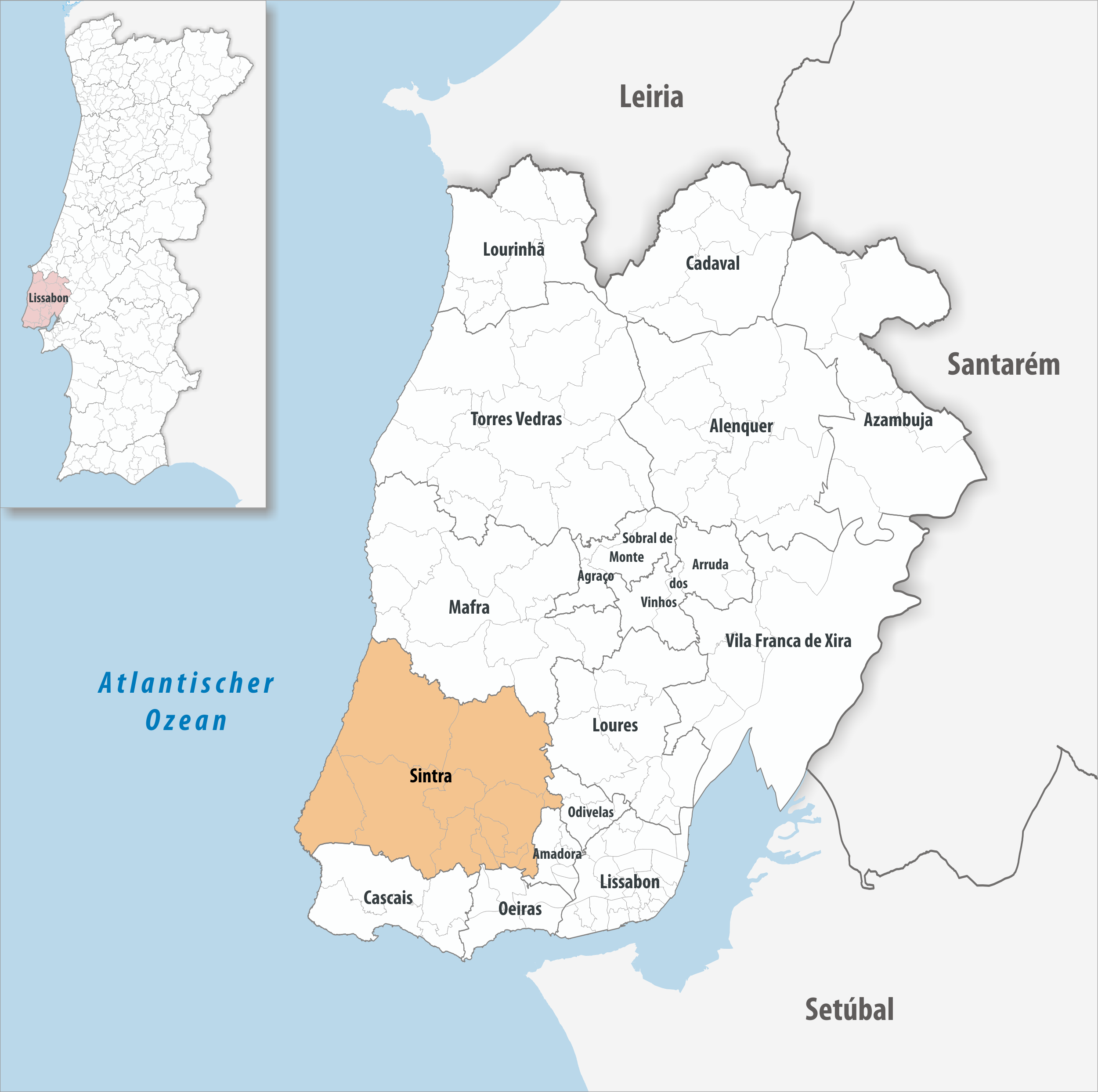
Kreis Sintra

| Gemeinde                                                                  | Einwohner (2021) | Fläche km² | Dichte Einw./km² | LAU- Code |
| ------------------------------------------------------------------------- | ---------------- | ---------- | ---------------- | --------- |
| Algueirão-Mem Martins                                                     | 68.649           | 16,00      | 4.292            | 111102    |
| Agualva e Mira Sintra                                                     | 41.323           | 5,98       | 6.910            | 111122    |
| Almargem do Bispo, Pêro Pinheiro e Montelavar                             | 17.262           | 64,07      | 269              | 111123    |
| Cacém e São Marcos                                                        | 39.683           | 4,44       | 8.930            | 111124    |
| Casal de Cambra                                                           | 13.347           | 2,17       | 6.152            | 111115    |
| Colares                                                                   | 7.746            | 33,37      | 232              | 111105    |
| Massamá e Monte Abraão                                                    | 47.804           | 3,09       | 15.492           | 111125    |
| Queluz e Belas                                                            | 52.414           | 26,47      | 1.980            | 111126    |
| Rio de Mouro                                                              | 49.489           | 16,49      | 3.000            | 111108    |
| São João das Lampas e Terrugem                                            | 17.993           | 83,60      | 215              | 111127    |
| Sintra (Santa Maria e São Miguel, São Martinho e São Pedro de Penaferrim) | 29.896           | 63,55      | 470              | 111128    |
| Kreis Sintra                                                              | 385.606          | 319,23     | 1.208            | 1111      |

### Bevölkerungsentwicklung
| 1801   | 1849   | 1900   | 1930   | 1960   | 1981    | 1991    | 2001    | 2011    |
| ------ | ------ | ------ | ------ | ------ | ------- | ------- | ------- | ------- |
| 12.486 | 17.129 | 26.074 | 37.986 | 79.964 | 226.428 | 260.951 | 363.749 | 377.837 |

### Kommunaler Feiertag
- 29. Juni

### Städtepartnerschaften
- : El Jadida, Marokko (seit 1988)
- : Vila Nova Sintra, Kap Verde (seit 1995)
- : Lobito, Angola (seit 1997)
- : Petrópolis, Brasilien (seit 1997)
- : Bissau, Guinea-Bissau (seit 1997)
- : Trindade, São Tomé und Príncipe (seit 1997)
- : Ōmura, Japan (seit 1997)
- : Honolulu, USA (seit 1998)
- : Namaacha, Mosambik (seit 1999)
- : Havanna, Kuba (seit 2000)[14]
- : Asilah, Marokko (seit August 2006)

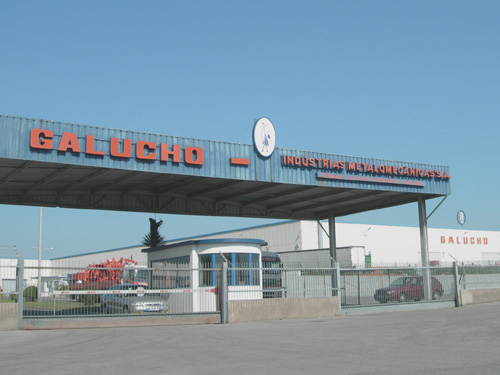
Die Fabrik der Galucho, einem Hersteller landwirtschaftlicher Maschinen

## Wirtschaft
Zu den hier ansässigen Unternehmen zählt die Hauptverwaltung des Papierkonzerns Inapa, das international tätige Stadion-Bauunternehmen Lusoarenas, die Maschinenfabrik Galucho, u. a. Eine Vielzahl Stiftungen haben dazu im Kreis Sintra ihren Sitz. Auch der Fremdenverkehr ist von Bedeutung.

## Verkehr

### Nahverkehr
Der Bahnhof von Sintra ist Endstation der Linha de Sintra, einer Linie des S-Bahn-ähnlichen Vorortzugsystems von Lissabon (beginnend an der Estação Rossio). Die Linha de Sintra bedient noch den Bahnhof Portela de Sintra innerhalb des Stadtgebietes.
Vom Omnibusbahnhof am Bahnhof Portela de Sintra fahren Linienbusse z. B. in ca. 30 Minuten nach Estoril. Die Scotturb (Sintra-Cascais-Oeiras Transportes Terrestres Urbanos) betreibt über 70 regionale Buslinien, daneben bieten weitere Verkehrsgesellschaften Verbindungen an.
Die städtische Straßenbahn Sintra führt an die Atlantikküste zum Strand von Praia das Maçãs; es werden offene und geschlossene Wagen eingesetzt. Im Fahrplan 2016 (22. Juni bis 4. September) sind 6 Fahrtenpaare etwa im Stundentakt enthalten, jedoch nur mittwochs bis sonntags.

### Fernverkehr
Mit der rund 7 Kilometer vom Stadtzentrum entfernten Haltestelle Mira-Sintra-Meleçâs der Linha do Oeste ist Sintra an das Eisenbahnnetz des Landes angeschlossen.
Die Autobahnen A16 und A37 führen aus dem Großraum Lissabon nach Sintra. Die Nationalstraße N375 führt von Sintra weiter in Richtung Küste.

### Militärflugplatz Sintra
Der Militärflugplatz Sintra existiert bereits seit 1920. Hier befindet sich auch das Museum der portugiesischen Luftstreitkräfte, das Museu do Ar.

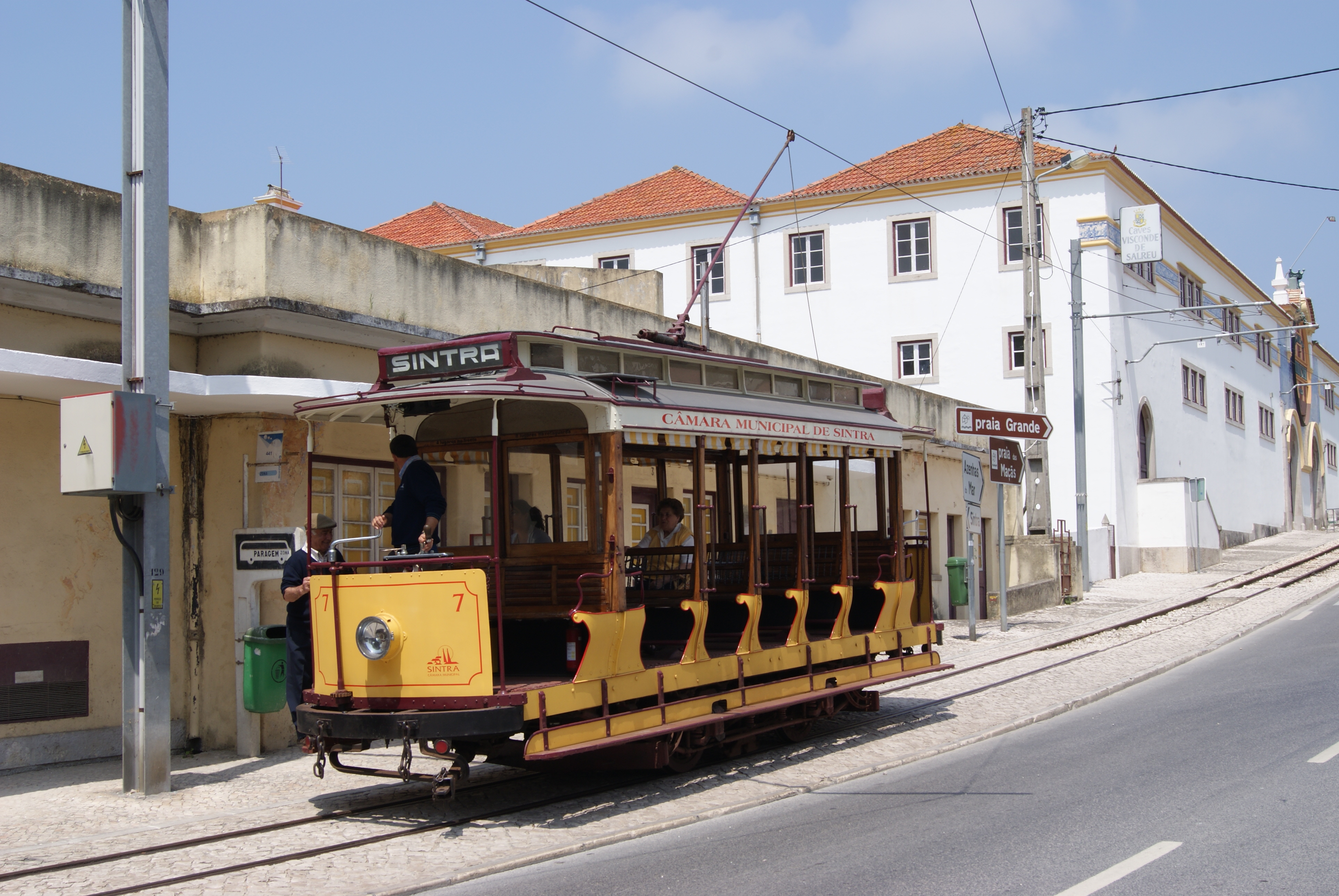
Die Straßenbahn von Sintra
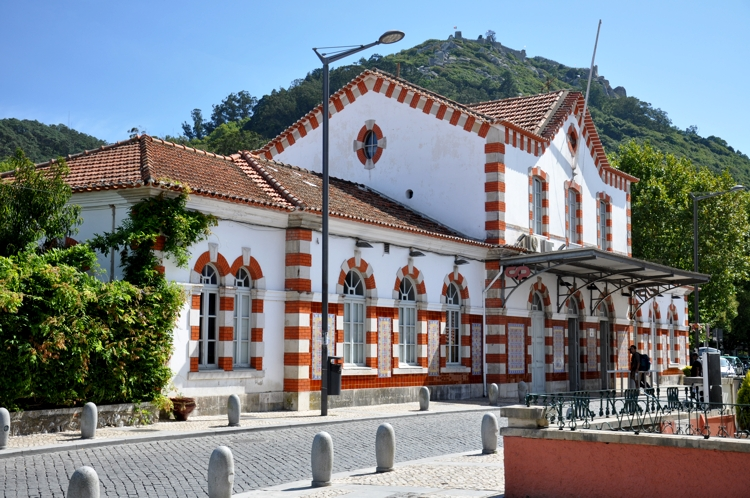
Der Bahnhof von Sintra
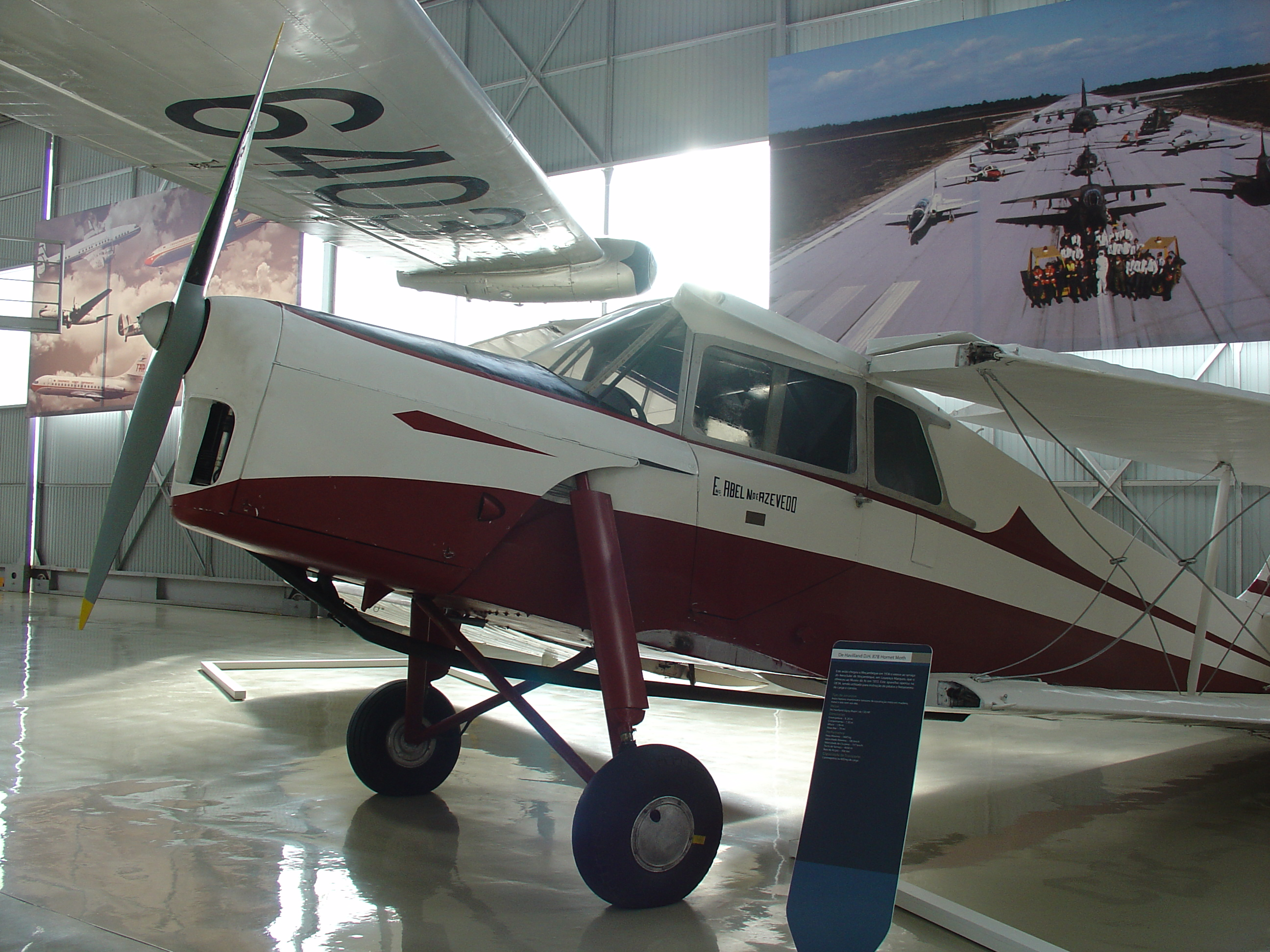
Im Luftfahrtmuseum Museu do Ar
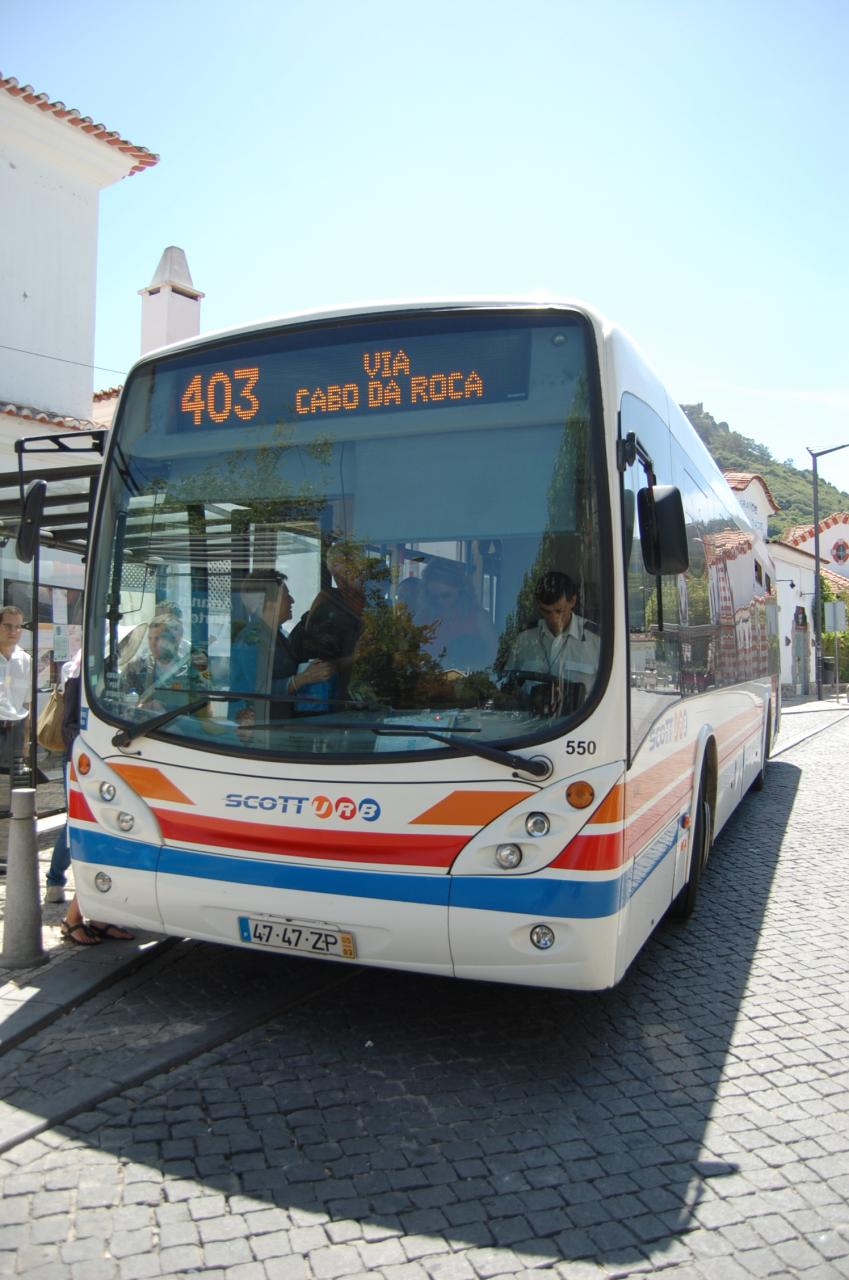
Bus der SCOTTURB zum Cabo da Roca
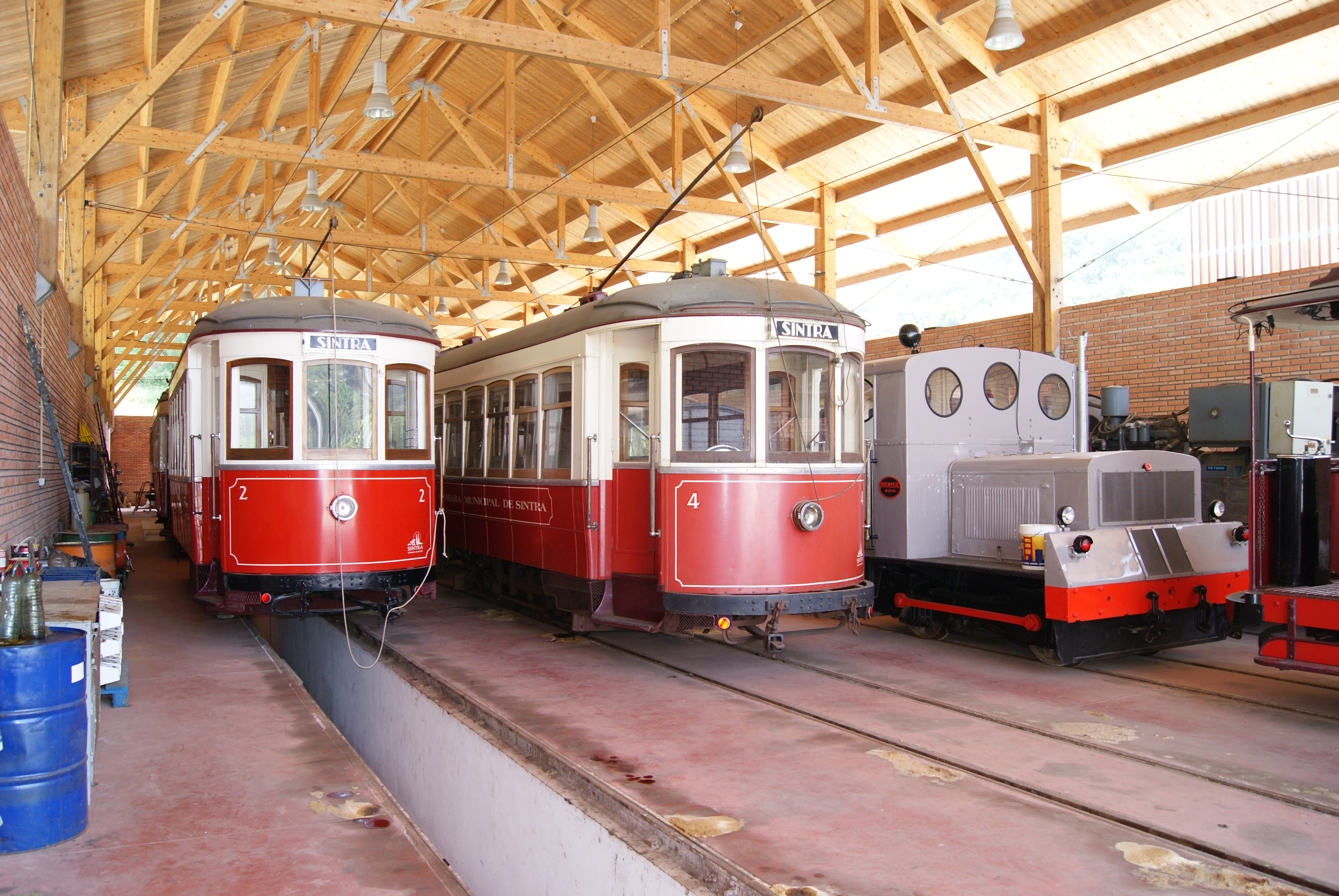
Im Depot der Straßenbahn Sintra
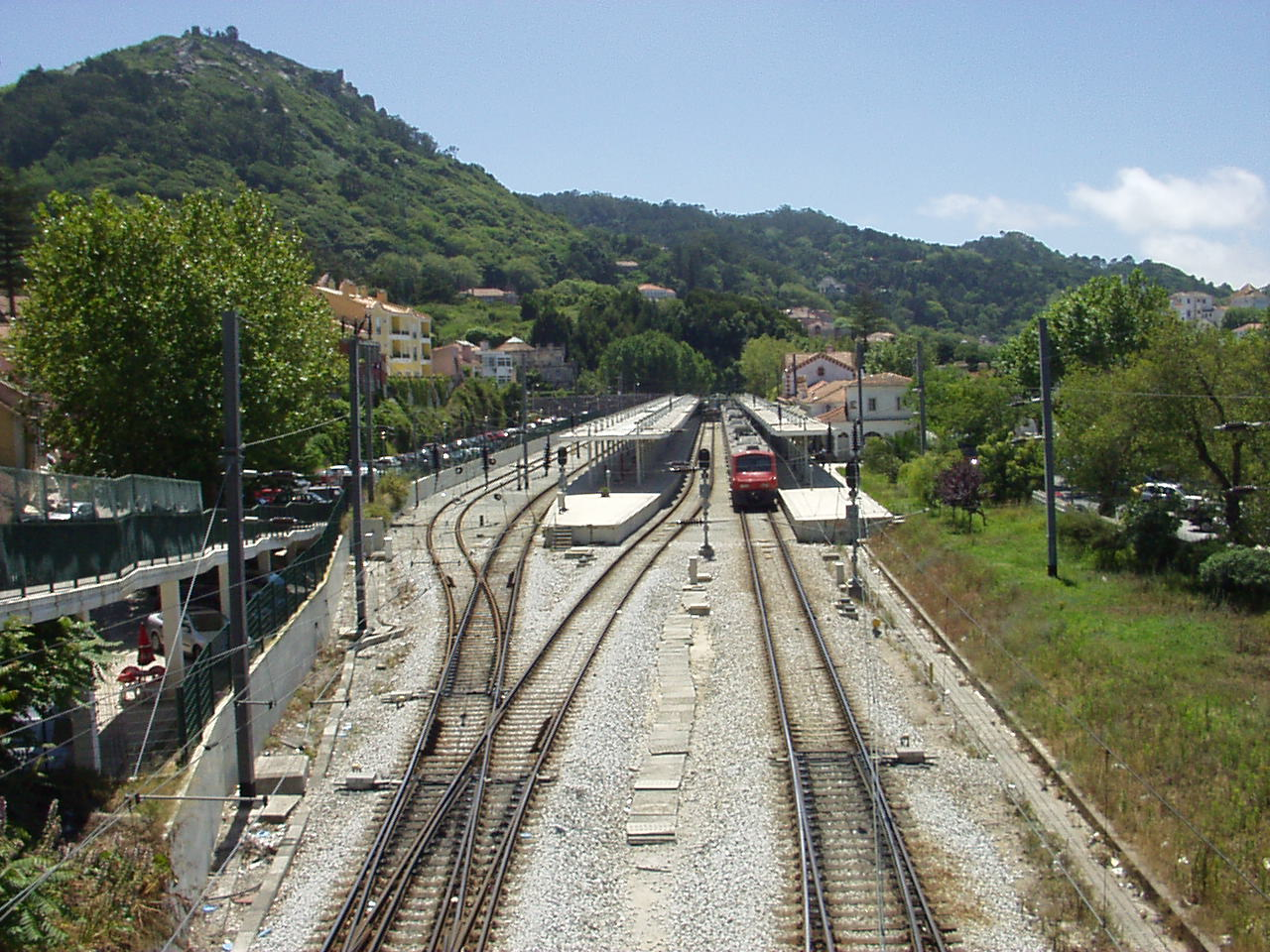
Der Bahnhof von Sintra und die umgebende Landschaft

## Söhne und Töchter der Stadt
| - Domingos Anes Jardo († 1293), Bischof von Évora und von Lissabon - Alfons V. (1432–1481), portugiesischer König - Francisco de Melo e Castro (1600–1664), Kolonialverwalter - Emanuel Herigoyen (1746–1817), Baumeister, wirkte vor allem in Bayern - Peter I. (Brasilien) (1798–1834), portugiesischer König und brasilianischer Kaiser - D.Miguel I. (1802–1866), portugiesischer König - Tomaz de Sousa Rosa (1844–1918), Kolonialbeamter, Diplomat und Politiker - Francisco dos Santos (1878–1930), Bildhauer und Maler - Porfírio Pardal Monteiro (1897–1957), Architekt und Hochschullehrer - Augusto de Carvalho (1905–1984), Radrennfahrer - João Faria da Costa (1906–1971), Architekt und Stadtplaner - Neva Raphaello (1915–1975), Jazz- und Bluessängerin - João Apolinário (1924–1988), Lyriker und Journalist - António Pardal Monteiro (1928–2012), Architekt - Henrique Espírito Santo (* 1931), Filmregisseur und -produzent - Vasco Hogan Teves (* 1931), Fernsehjournalist - Manuel António dos Santos Lourenço (1936–2009), Philosoph, Autor, Übersetzer, Professor für Mathematik und Logik - José Câncio Martins (* 1936), Bauingenieur - Ema Berta (* 1944), Malerin - Nuno Rebocho (* 1945), Schriftsteller und Journalist | - Ana Bela Alves, Ana, (* 1954), Sängerin - Vasco Martins (* 1956), kapverdischer Musiker - Manuela Bravo (* 1957), Sängerin - Nuno José Cardoso da Silva Piçarra (* 1957), Jurist, seit 2018 Richter am Europäischen Gerichtshof - Aura Miguel, Journalistin, beim Heiligen Stuhl akkreditiert - Mário Brás (* 1968), Rallyefahrer - Paulo Taful (* 1969), Komponist und Dirigent - Marco Paulo Faria de Lemos (* 1973), Fußballtrainer - Miguel Ribeiro (* 1974), Drehbuchautor und Regisseur - Luís Loureiro (* 1976), Fußballspieler - Hugo Filipe Silva Colaço Gonçalves (* 1977), Fußballspieler - Tiago Guillul (* 1978), Musiker und Produzent - Marco Caneira (* 1979), Fußballspieler - Sérgio David de Silveira Brás (* 1981), Fußballspieler - Ricardo Barreiros (* 1982), Rollhockeyspieler, Torschützenkönig der EM 2008 - Andreia Rodrigues (* 1984), Model und Fernsehmoderatorin - Ricardo Baleia Janota (* 1987), Fußballspieler - Bruno Pereirinha (* 1988), Fußballspieler - Batxi (* 1998), angolanischer Fußballspieler - Nuno Mendes (2002), Fußballspieler - Carlos Forbs (* 2004), Fußballspieler |

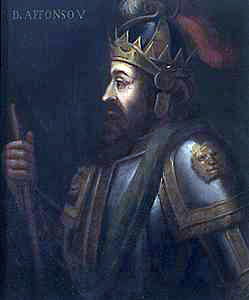
König D.Afonso V.
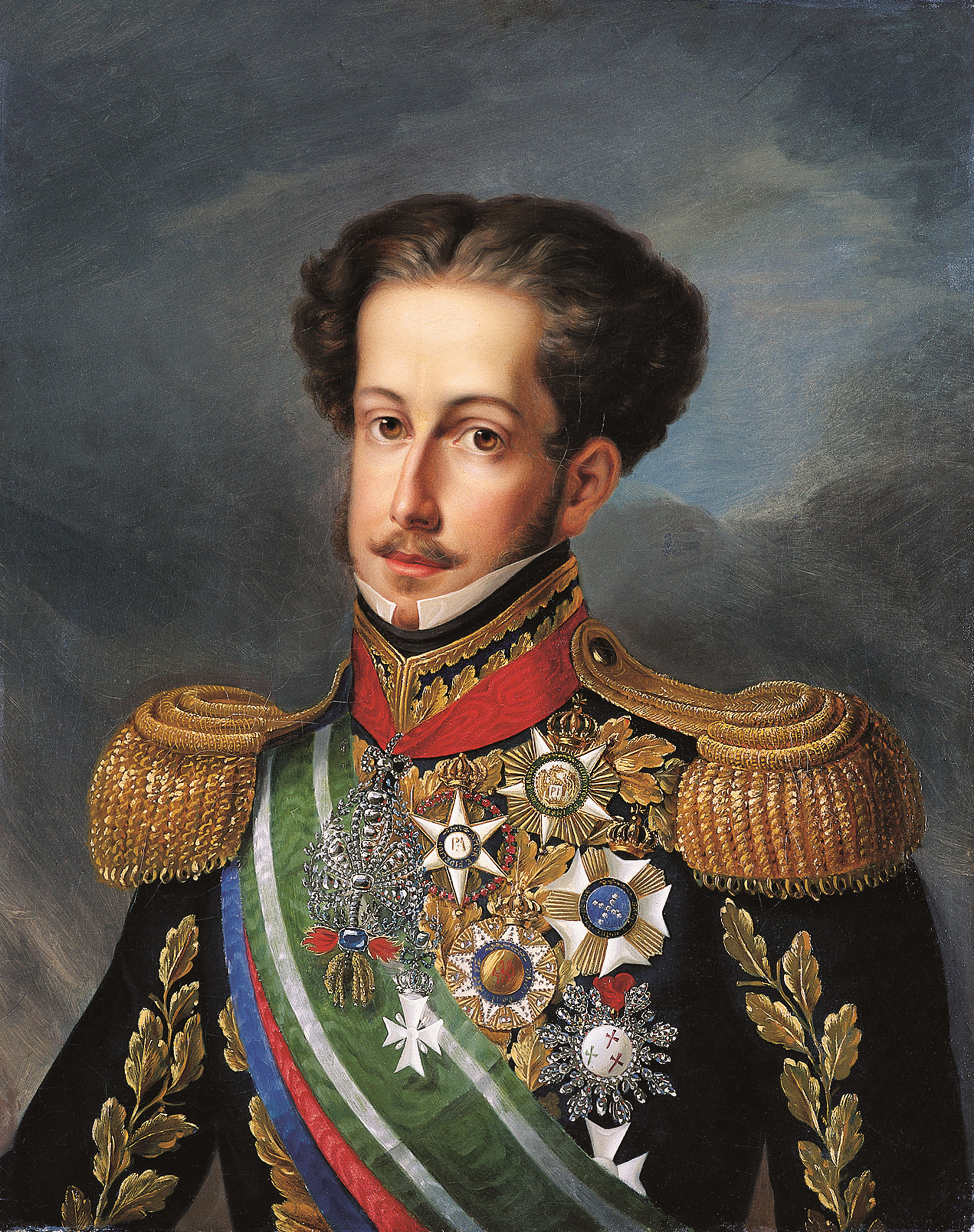
Dom Pedro
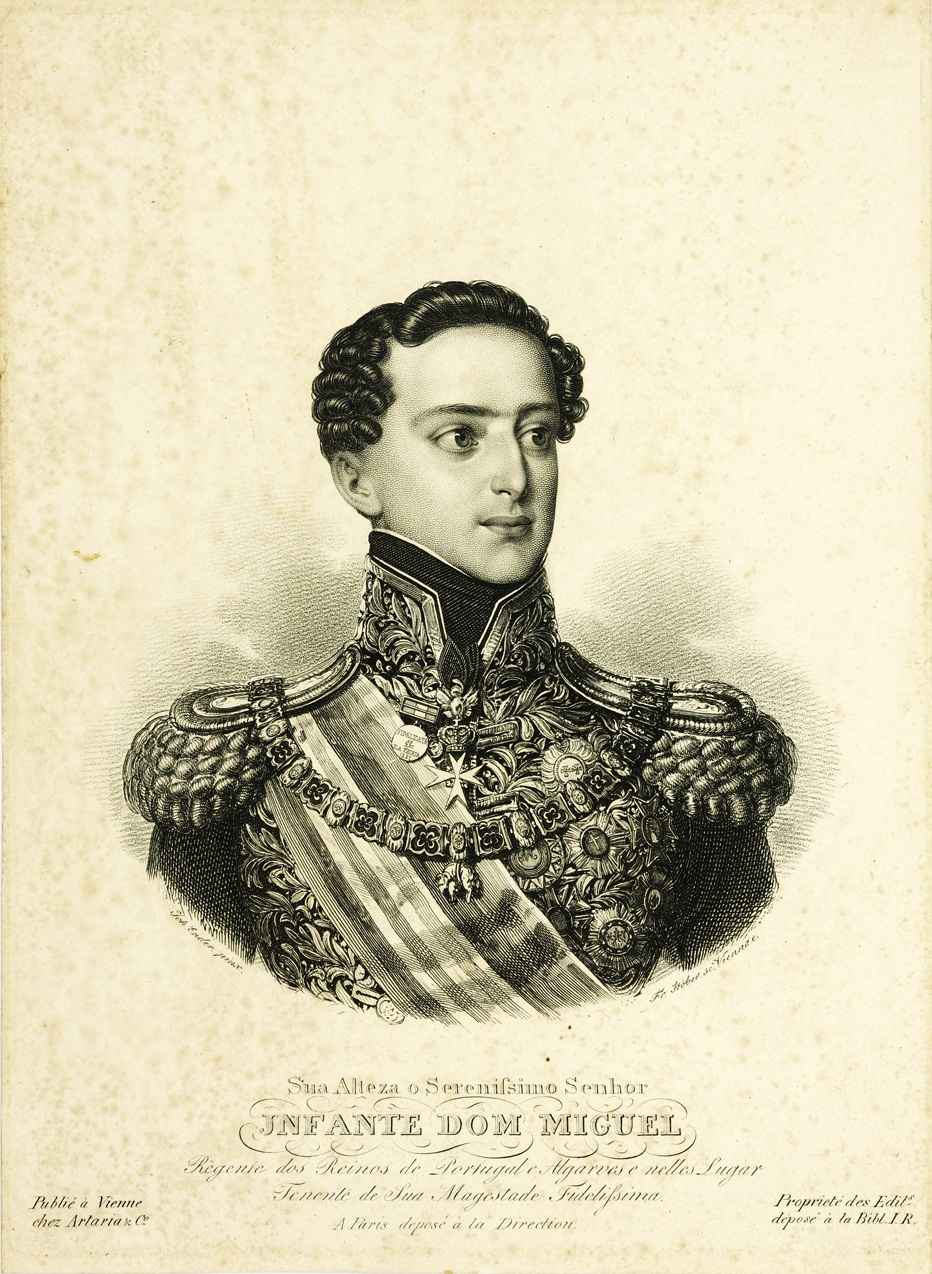
Dom Miguel
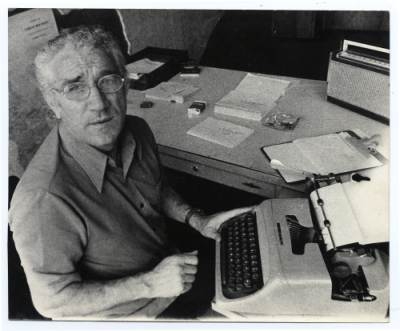
João Apolinário
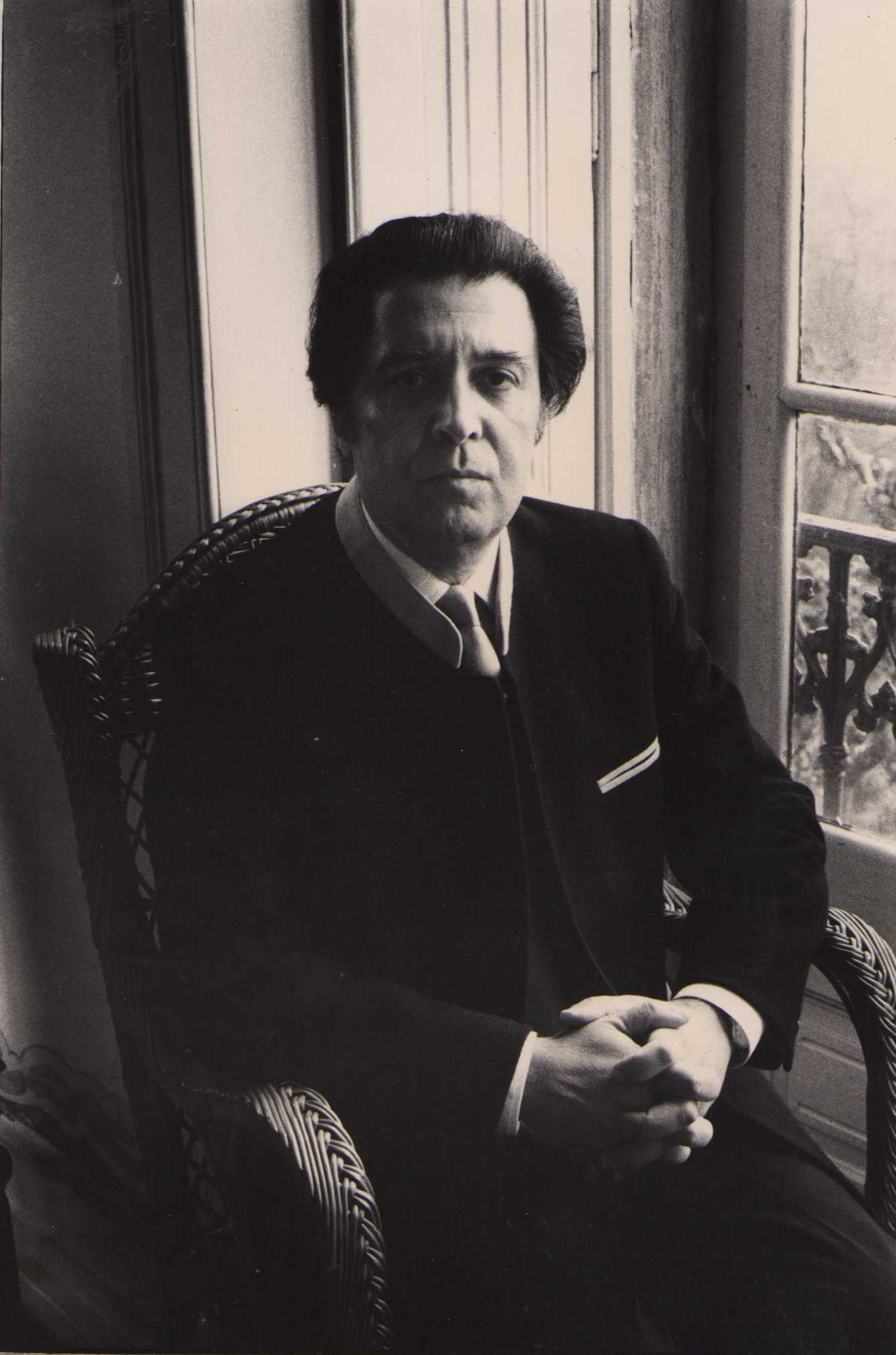
Manuel António dos Santos Lourenço
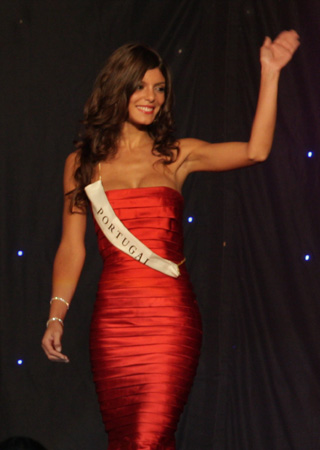
Andreia Rodrigues (als amtierende Miss Portugal bei der Miss World-Wahl 2008)